# Кравченко, Михаил Пантелеевич
Михаи́л Пантеле́евич Кра́вченко (1 июня 1914, с. Головчино, Курская губерния — 24 июня 1944, Бешенковичский район, Витебская область) — красноармеец Рабоче-крестьянской Красной армии, участник Великой Отечественной войны, Герой Советского Союза (1944).

## Биография
Михаил Кравченко родился 1 июня 1914 года в селе Головчино Грайворонского уезда Курской губернии (ныне — Грайворонский район Белгородской области). Окончил сельскую школу, после чего работал трактористом в совхозе. В марте 1943 года Кравченко был призван на службу в Рабоче-крестьянскую Красную армию. С того же года — на фронтах Великой Отечественной войны. К июню 1944 года гвардии красноармеец Михаил Кравченко был стрелком гвардейского отдельного учебного стрелкового батальона 67-й гвардейской стрелковой дивизии 6-й гвардейской армии 1-го Прибалтийского фронта. Отличился во время освобождения Витебской области Белорусской ССР.
24 июня 1944 года Кравченко, находясь в составе группы автоматчиков, в числе первых переправился через Западную Двину в районе деревни Узречье Улльского сельсовета Бешенковичского района и принял активное участие в захвате и удержании плацдарма на её западном берегу. В тех боях Кравченко лично уничтожил несколько солдат и офицеров противника, был тяжело ранен, но остался в строю, погибнув в бою (утонул в реке Улла при её форсировании вплавь). Похоронен в деревне Клещино Бешенковичского района.
Указом Президиума Верховного Совета СССР от 22 июля 1944 года гвардии красноармеец Михаил Кравченко посмертно был удостоен высокого звания Героя Советского Союза. Также был награждён орденом Ленина и медалью.

## Память
- В городе Грайворон на Мемориале памяти герою установлен бюст.

Бюст Герою Советского Союза Кравченко Михаилу Пантелеевичу, Мемориал памяти г. Грайворон, Белгородская обл., РФ